# (28122) 1998 SJ74
A (28122) 1998 SJ74 a Naprendszer kisbolygóövében található aszteroida. Eric Walter Elst fedezte fel 1998. szeptember 21-én.